# Historien om Stephenie Meyer
Historien om Stephenie Meyer, även känd under namnet Stephenie Meyers liv som serietidning utkom 25 maj 2010. Det är en biografi i form av ett tecknat seriealbum över författaren Stephenie Meyer som skapade böckerna i Twilightserien.
Ett avsnitt i seriealbumet handlar om den lilla staden Forks, i vilken Twilightserien utspelar sig.
Albumet är en svensk utgåva av albumet Stephenie Meyer comic som släpptes i USA under våren 2010. I Sverige ges albumet ut av förlaget Serieplaneten och det är den andra biografin i seriealbumformat som förlaget ger ut.

## Seriealbumets innehåll
- Historien om Stephenie Meyer
- Historien om den lilla staden Forks